# Biblioteca Centrală Universitară din Cluj-Napoca
Biblioteca Centrală Universitară „Lucian Blaga” din Cluj este una dintre cele mai vechi și mai importante biblioteci universitare din România, cu colecții valoroase, cuprinzând incunabule medievale și numeroase rarități bibliofile. Biblioteca dispune de 55 de săli de lectură și o capacitate de 2.100 locuri pentru cititori în sediul central și în filiale.

## Istoric
Biblioteca a luat ființă în anul 1872, odată cu Universitatea „Francisc Iosif” din Cluj, prin înglobarea bibliotecii Muzeului Ardelean (în maghiară Erdélyi Múzeum), bibliotecă înființată în anul 1859. Inițial a funcționat în clădirea centrală a Universității din Cluj, iar în anul 1906 a fost începută construcția actualului palat al bibliotecii după planul realizat de arhitecții Kálmán Giergl și Flóris Korb. Edificiul a fost finalizat în anul 1908. Colecțiile au fost mutate aici între anii 1908-1909, iar extinderea noului sediu a continuat până în anul 1934. 
O nouă inaugurare oficială, sub autoritățile române, a avut loc în 1920, în prezența autorităților și a familiei regale, fiindu-i atribuit numele "Biblioteca Universității Regele Ferdinand I". În anul 1961 s-a construit un nou depozit cu o capacitate de peste 2 milioane de volume.
Între anii 1960-1962 se înființează atelierele de legătorie, multiplicare, microfilmare și foto, precum și cel de igiena și patologie a cărții. In anul 1992  se marchează demararea procesului de automatizare a tuturor activităților de bibliotecă. Un pas important în această direcție l-a constituit realizarea în anul 1992 a Laboratorului de Informatică.
Începând cu anul 1995, în urma achiziționării primului sistem integrat de bibliotecă, VUBIS, s-a început construirea catalogului online, înregistrându-se publicațiile noi intrate în colecțiile bibliotecii. 
În timp, fondurile bibliotecii s-au îmbogățit cu donații primite de la diverse organizații și personalități (Academia Română, Arhivele Statului, Casa Școalelor, Muzeul Limbii Române, cărturarul Gheorghe Sion ș.a.), ajungând în anul 2000 la peste 3 milioane de volume, dintre care 500.000 de periodice.
Biblioteca și Universitatea Babeș-Bolyai au asistat la crearea, împreună cu consulatele altor țări, a unei rețele de biblioteci și centre culturale clujene, printre care se află:
- Centrul de Studii Americane
- Centrul Cultural German și Biblioteca de Filosofie Germană
- Centrul Cultural Britanic
- Centrul Cultural Italian și Biblioteca Italiană
- Biblioteca Spaniolă
- Biblioteca Studiilor Europene
- Biblioteca Scandinavă
- Biblioteca de Studii Iudaice
- Centrul Cultural Sindan
- Biblioteca Austriacă
- Centrul Cultural Francez

Colecții și publicații
În prezent există 3.885.718 de cărți și periodice tipărite: 
Manuscrisele sunt în număr de: 7.811
Resurse electronice: 21.773.541
În fondurile bibliotecii există, printre altele:
Documente audiovizuale și multimedia: 12.719 buc, din care:
Documentele audio: 2.788 buc.
Documentele video: 6.841 buc.
Documentele multimedia: 3.090 buc.
Colecții speciale - SALA "GHEORGHE SION" 
Consultarea documentelor
Această sală este folosită pentru accesarea colecțiilor speciale din bibliotecă.
Cataloage tipărite:
De-a lungul timpului au fost publicate mai multe cataloage tipărite ale diverselor colecții existente în Biblioteca Centrală Universitară din Cluj, printre care se enumeră:
- Mosora, Elena; Hanga,     Doina. Catalogul incunabulelor. Cluj-Napoca: Dacia, 1979.
- Hanga, Doina; Mosora,     Elena. Catalogul cărții vechi românești din colecțiile Bibliotecii     Centrale Universitare "Lucian Blaga" Cluj-Napoca.     Cluj-Napoca: [s.n.], 1991.
- Hotea, Meda-Diana; Kovács,     Mária; Soporan, Emilia Mariana. Catalogul cărții rare din     colecțiile Bibliotecii Centrale Universitare "Lucian Blaga":     (sec. XVI-XVIII). Cluj-Napoca: Argonaut, 2007.
- Hotea, Meda-Diana. Catalogul     cărții rare din colecțiile B.C.U. "Lucian Blaga" : donația Gh.     Sion. (sec. XVI-XVIII). Cluj-Napoca: Argonaut, 2006.
- Hotea, Meda-Diana; Bălăucă,     Roxana. Catalogul cărții rare din colecțiile B.C.U. "Lucian     Blaga": donația Gh. Sion. (sec. XIX-XX). Cluj-Napoca: Argonaut,     2009.
- Kovács, Mária. A     kolozsvari "Lucian Blaga" Központi Egyetemi Könyvtár 19. századi     magyar nyelvű kéziratainak katalógusa. Kötet 1: Tortenelmi és földrajzi     kéziratok. Catalogul manuscriselor maghiare din secolul al 19-lea din     colecțiile Bibliotecii Centrale Universitare "Lucian Blaga".     Volumul 1: Manuscrise de istorie si geografie. Cluj-Napoca: Argonaut,     2007.
- Soporan, Emilia Mariana. Catalogul     manuscriselor filosofice din colecțiile BCU "Lucian Blaga":     (sec. XVII-XX). Cluj-Napoca: Presa Universitară Clujeană, 1999.

Publicațiile bibliotecii 
Revista electronică BIBLIOREV
Bibliorev (http://www.bcucluj.ro/bibliorev) s-a constituit în 2001, ca buletin informativ al bibliotecii, din necesitatea informării mediului intern al organizației și din dorința conducerii bibliotecii de a extinde comunicarea și spre mediul extern prin realizarea unei interactivități cu utilizatorii serviciilor oferite de bibliotecă.
Revista PHILOBIBLON – Transylvanian Journal of Multidisciplinary Research in Humanities. Director: Doru Radosav
Revista academică „Philobiblon”,primul volum al acesteia a apărut în anul 1996 în limba engleză și abordează subiecte din următoarele domenii umaniste: istorie, filosofie, antropologie, istoria cărții, teorie și critică literară, lingvistică, estetică și științele informării. 
Colecția BIBLIOTHECA BIBLIOLOGICA
Fiind fondată în 1933 și îngrijită de Ioachim Crăciun (în Prima Serie, 1933-1946, apărând 19 volume), Colecția a fost repornită – Serie Nouă – în anul 1994, sub îngrijirea lui Nicolae Edroiu (1994-2009), apărând 30 volume. Din 2010, Colecția este îngrijită de către Doru Radosav.
Sub-colecția HERMENEUTICA BIBLIOTHECARIA – ANTOLOGIE PHILOBIBLON
Primul volum de Antologie Philobiblon a apărut  la doi ani după înființarea revistei, în anul 1998, cu titlul Hermeneutica Bibliothecaria. 
BIBLIOGRAFIA ISTORICĂ A ROMÂNIEI
Bibliografia este realizată de către Institutul de Istorie „George Barițiu” în colaborare cu Biblioteca Centrală Universitară „Lucian Blaga” din Cluj-Napoca, publicată de Editura Academiei Române. Ultima ediție este cea de-a XIII-a.
SERIA MYROBIBLON
Apărută la Editura Argonat, seria cuprinde și volume care au fost realizate de către angajații departamentului de Colecții Speciale al BCU „Lucian Blaga” și care pun în valoare fondurile documentare de colecții speciale ale bibliotecii: Meda-Diana Hotea - Catalogul cărților rare din colecțiile B.C.U „Lucian Blaga” – Donația Gh. Sion (sec. XVI-XVIII),2006, 165 p; Meda-Diana Hotea, Mária Kovács, Emilia Mariana Soporan - Catalogul cărții rare din colecțiile Bibliotecii Centrale Universitare „Lucian Blaga” (Sec. XVI-XVIII), 2007, 447 p; Kovács, Mária - Catalogul manuscriselor maghiare din secolul al 19-lea din colecțiile Bibliotecii Centrale Universitare „Lucian Blaga” , 2007.

## Galerie de imagini

Biblioteca Universităţii "Francisc Iosif”, la începutul sec. XX
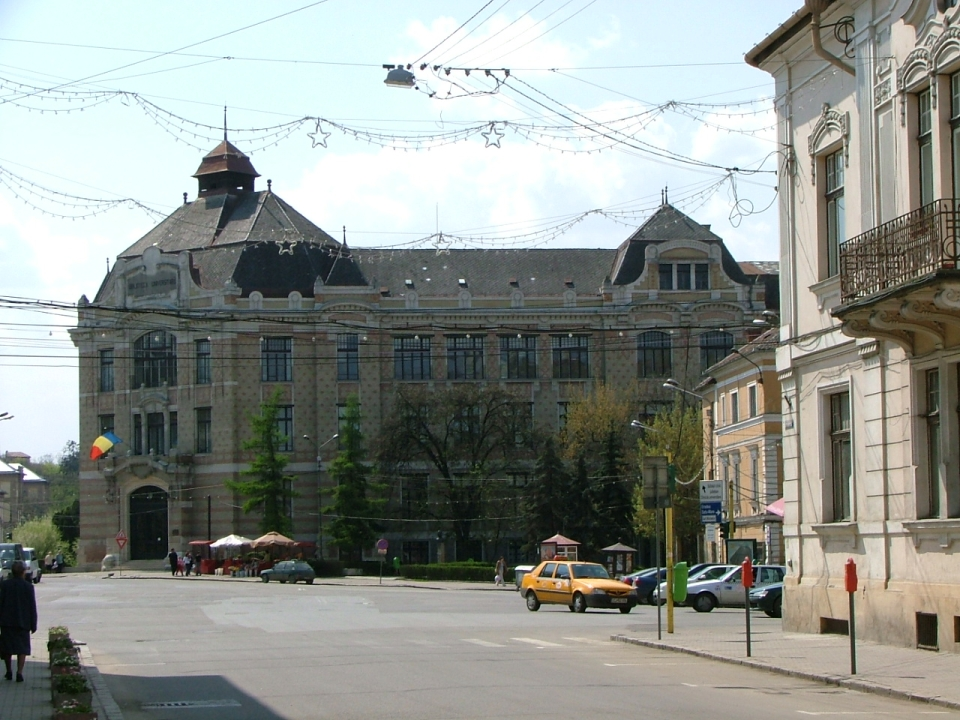
Vedere de pe strada Napoca